# 1680 en arts plastiques
| Années des arts plastiques : 1677 - 1678 - 1679 - 1680 - 1681 - 1682 - 1683    |
| Décennies des arts plastiques : 1650 - 1660 - 1670 - 1680 - 1690 - 1700 - 1710 |

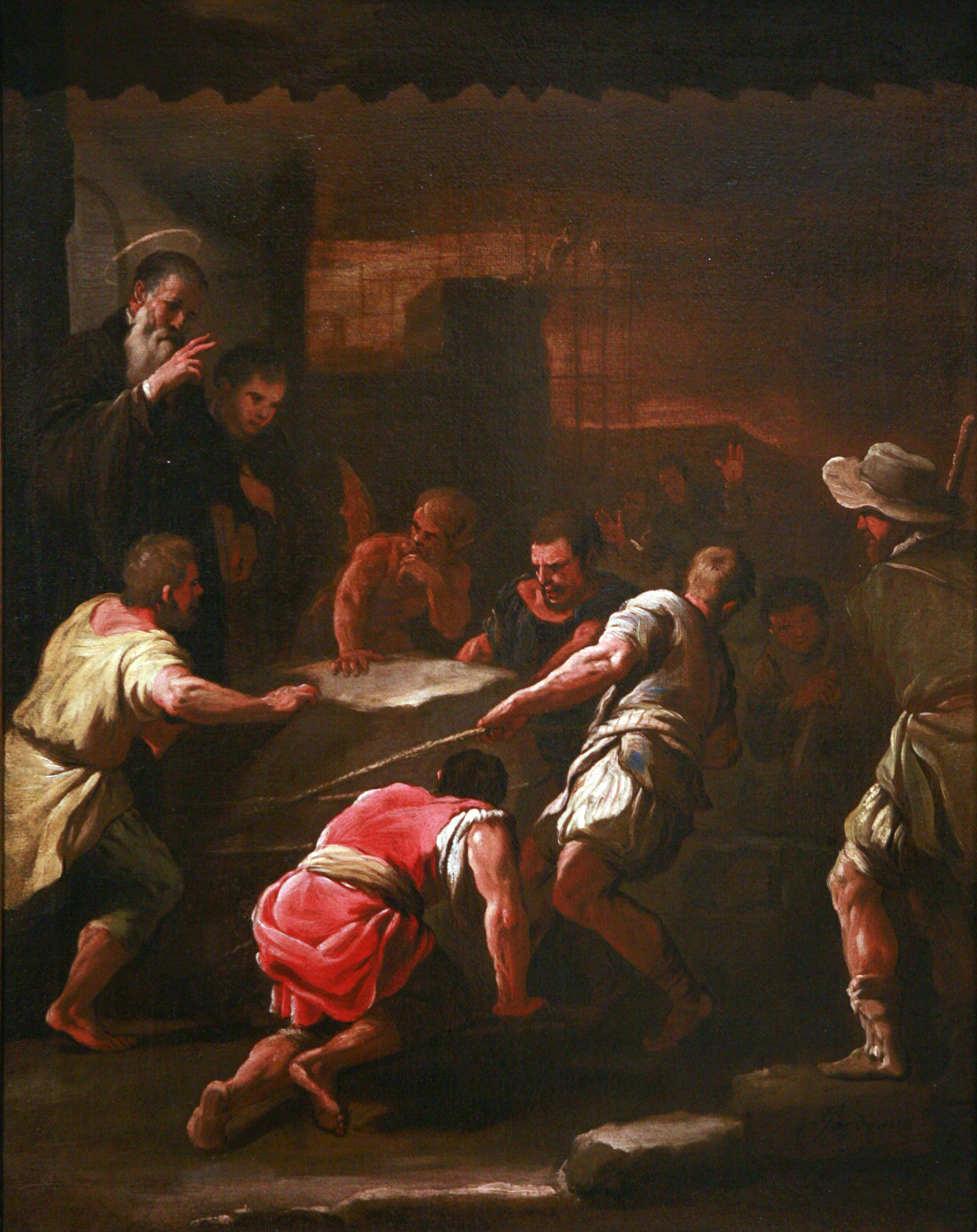
Un miracle de Saint Benoit, de Luca Giordano..

Cette page concerne l'année 1680 en arts plastiques.

## Naissances
- 3 janvier : Johann Baptist Zimmermann, peintre et stucateur bavarois de style baroque et rococo († 2 mars 1758),
- 8 janvier : Sebastiano Conca, peintre italien de l'école napolitaine († 1er septembre 1764),
- 17 mars : Giuseppe Gambarini, peintre italien († 11 septembre 1725).
- 20 mars : François Chéreau, graveur français († 16 avril 1729),
- 14 novembre : Lorenzo de Ferrari, peintre baroque italien († 28 juillet 1744),
- ? :
  - Leonardo Coccorante, peintre italien († 1750),
  - Michel-Ange Houasse, peintre baroque français († 30 septembre 1730),
  - Gaetano Martoriello, peintre baroque italien († 1733),
  - Ivan Nikitine, peintre russe († 1742),
  - Antonio Paglia, peintre italien († 9 février 1747),
  - Louis René Vialy, peintre français († 17 février 1770),
- Vers 1680 :
  - Domenico Bocciardo, peintre baroque italien († 1746).

## Décès
- 17 février : Frans Post, peintre néerlandais (° 17 novembre 1612),
- 9 mars : Dirck van Santvoort, peintre néerlandais (° 1610),
- 30 avril : Juan de Alfaro, peintre espagnol (° 1643),
- 27 mai : Jan Bendl, sculpteur tchèque (° vers 1620),
- 9 juin : Antoine-Benoît Dubois, peintre français (° 1619),
- 24 juillet : Ferdinand Bol, peintre, graveur et dessinateur néerlandais (° 24 juin 1616),
- 27 août : Abraham van Dijck, peintre néerlandais (° 1635),
- ? août : Willem Claeszoon Heda, peintre néerlandais (° 14 décembre 1594),
- 12 septembre : Constantijn à Renesse, graveur et peintre néerlandais (° 17 septembre 1626),
- 24 novembre : Jan van Kessel, peintre néerlandais de paysages (° 22 septembre 1641),
- 28 novembre : Le Bernin, sculpteur italien (° 7 décembre 1598),
- 30 novembre : Peter Lely, peintre néerlandais (° 14 septembre 1618),
- ? :
  - Girolamo Bonini, peintre  baroque italien de l'école bolonaise (° ?),
  - Hendrick Danckerts, peintre et graveur hollandais (° 1625),
  - Egbert van Heemskerk I, peintre néerlandais (° 1610),
  - Wang Shimin, peintre chinois (° 1592),
  - Xie Bin, peintre chinois (° 1602).

- Vers 1680 :
- Isaac van Duynen, peintre néerlandais (° avril 1628).